# Fonderie Haas

Bâtiments de Haas à Münchenstein (Bâle).

La fonderie Haas, en allemand Haas'sche Schriftgiesserei, est une fonderie typographique suisse, créée en 1740. Lors de sa fermeture en 1989, elle aura été active pendant 249 ans, et considérée comme la plus ancienne fonderie au monde.

## Histoire

### Dynastie des imprimeurs Genath
Dans la seconde moitié du XVIe siècle, Jean Exertier et Jacques Foillet fondent une imprimerie à Bâle (Suisse).
Johann-Jakob Genath (1582-1654), originaire de Delémont, succède à Exertier, et installe également une fonderie de caractères. Son fils, Johann-Rudolf I (1638-1708), s’occupera également des deux branches. Il a notamment imprimé l’Éloge de la Folie, d’Érasme.
À sa mort, son fils aîné Johann-Jakob II reprend l’imprimerie, et le plus jeune, Johann-Rudolf II (1679-1740), la fonderie. Le catalogue des caractères comprend 21 familles de caractères romains et italiques, ainsi que des alphabets grecs.

### Dynastie des graveurs Haas
À la mort de ce dernier, survenue en septembre 1740, c'est Johann-Wilhelm Haas (1698-1764) de Nuremberg qui reprend et donne son nom à la fonderie, où il était entré en 1718. Son fils, Wilhelm Haas, lui succède et développe une presse typographique perfectionnée en métal.
En 1770, la fonderie compte à son catalogue plus de 110 caractères, comprenant même des alphabets arabes. Elle compte parmi ses clients des imprimeurs de Suisse, de France, d'Allemagne, d'Italie et de Russie.
L'entreprise se maintient durant tout le XIXe siècle, non sans quelques difficultés et restant aux mains des Haas : son fils Wilhelm II (1766-1832), puis Georg-Wilhelm Haas (1792-1853) et Karl-Eduard Haas (1801-1853).

### AuXXesiècle
En 1903, Max Krayer en prend la direction, et son neveu, Eduard Hoffmann (1892-1980), embauché en 1917, est nommé co-directeur en 1937. À la suite du décès de Max Krayer en 1944, Hoffmann assure la direction de l'entreprise jusqu'à sa retraite en 1965. En 1921, l'entreprise s'installe à Münchenstein. Les bâtiments sont dessinés par l'architecte Karl Gottlieb Koller.
En 1927, une société par actions est créée, qui va s'associer avec les fonderies Berthold de Berlin, puis Stempel de Francfort-sur-le-Main. Plus tard, Deberny et Peignot (1972) et la fonderie Olive (1978) sont reprises par Haas, puis, en 1990, la fonderie Nebiolo de Turin. En 1989, la société Linotype prend le contrôle de Haas, qui continue ses activités sous le nom de Walter Fruttiger AG.

## Caractères
De 1927 à 1938, Edmund Thiele (1872-1953) dessine une gamme de Bodoni. Il est le créateur de nombreuses autres fontes, dont Commercial Grotesk, Ideal Antiqua, Superba, Haas Caslon et Nürnberger Schwabacher.
En 1943, la fonderie lance une fonte sans-sérif, Normal Grotesk, qui connaît un succès relatif.
La famille Clarendon éditée en 1953, dessinée par Hermann Eidenbenz d'après un spécimen du 19e siècle, rencontre un grand succès.

Helvetica, Max Miedinger.

La plus importante création de Haas demeure le célèbre Helvetica, d'abord nommé Neue Haas Grotesk. Ce caractère est dessiné par Max Miedinger à partir de 1956, à la demande d'Eduard Hoffmann, pour créer une version moderne de l'Akzidenz-Grotesk de Hermann Berthold, qui est devenue la fonte par défaut de la nouvelle typographie suisse. En 1957, elle est présentée officiellement, sous le nom Neue Haas Grotesk, à l'occasion de Graphic 57, grande exposition de l'industrie graphique qui a lieu au Palais de Beaulieu à Lausanne. Elle sera commercialisée dès 1960 sous le nom Helvetica.
Au début des années 1970, la fonderie Haas commande à André Gürtler, professeur à l'école de graphisme de Bâle, la création d'une didone, Basilia.
En 1974, Haas mandate le trio Christian Mengelt, André Gürtler et Erich Gschwind – travaillant sous le nom de Team'77 – de concevoir une nouvelle linéale similaire à Helvetica, destinée à l'ère de la photocomposition. Elle sera commercialisée dès 1980 sous le nom Haas Unica (une référence à Univers et Helvetica).